# ألف ليلة وليلة (مسلسل 1985)
ألف ليلة وليلة: عروس البحور، هو مسلسل تلفزيوني مصري بطولة شريهان وعمر الحريري ومحمود الجندي وضيفة الحلقات الفنانة سهير البابلي .. والمسلسل إنتاج التلفزيون المصري عام 1985.
تنقسم الحلقات إلى قسمين، الأول خاص بألف ليلة وليلة وقصة عروسة البحور، والثانية قسم الفزورة وفيه تقدم شريهان استعراض حول شخصيات أو أشياء أو دول.

## قصة المسلسل
يحكي المسلسل قصة حب غريبة تنمو بين كائنين احدهما من الجنس البشري ويعيش على اليابسة ويدعى الأمير نور والآخرى مخلوقة مائية تعيش في أعماق البحور فقط ولا تملك رجلين كالبشر بل ذيل كالسمك ولها وجه رائع الجمال تماما كوجه حسناء بشرية وتدعى الأميرة عروس البحور.. حينما كان الأمير نور في رحلة على ظهر سفينته تهب العواصف وتغرق السفينة وتقريبا بموت كل من كان عليها غرقا إلا الأمير نور والتي تقوم عروس البحر بتخليصه من الموت المحقق لتنشأ قصة حب بين الطرفين حتى يصبح الأمير نور بمثابة روح عروسة البحر لدرجة أنها لا تستطيع العيش من دونه أبدا، المشكلة التي واجهت عروس البحر هي أنها لا تملك قدمين كي تستطيع العيش مع الأمير على اليابسة فقررت الاستعانة بملكة البحار العجوز أم منقار وطلبت منها أن تسحر لها قدمين بدلاً من الذيل فوافقت العجوز بشرط أن تأخذ صوت عروس البحر لتصبح خرساء بعد ذلك وتخبرها العجوز إذا ما تزوج الأمير نور مخلوقة غيرك فستموتين إلا في حالة قتلته بعد أن يتزوج من مخلوقة أخرى فتستطيعين البقاء على قيد الحياة .. وعندما يأتي موعد هذا الحدث ويقرر الأمير الزواج من الأميرة دلال تقوم ابنة عم عروس البحر بإعطائها سكين كي تقتل الأمير وتنجو من الموت وعند دخول عروس البحر إلى غرفة الأمير وهو نائم كي تغرز السكين بأحشائه وتفتله إلا أنّها تتردد وتشفق عليه وتتخذ قرارا نهائيا بعدم المس بحبيبها الأمير نور وكان هذا يعني أن تتضحي بحياتها من أجله وتلقي السكين في الماء وحينما تقفز عروس البحر إلى الماء كي تفارق الحياة وإذ بــ 3 حوريات قد أرسلتهُنّ الملكة الطاهرة محاربة الشر كي يأخذوا عروس البحر إليها وتقوم الملكة الطاهرة بإبطال السحر من جسد عروس البحر حتى يعود لها صوتها وذيلها وتصبح مخلوقة مائية كما ولدت وتخبر الملكة الطاهرة لعروس البحر أنها تستحق الحياة لأنها ضحت بعمرها وحياتها من أجل غيرها (أي حياة الأمير) وتعود عروس البحر إلى وطنها الأصلي في أعماق البحر حتى يُرحب بها الجميع وخاصة والدها ملك البحار ساجور بعد ما كان معتقد أنها فارقت الحياة.

## طاقم التمثيل
- شريهان: (عروس البحور - ياسمينا)
- محمود الجندي: (الأمير نور منصور)
- عمر الحريري: (الشيخ منصور - والد الأمير نور)
- زوزو نبيل: (المشعوذة العجوزة ام منقار - ساحرة البحار - صوت شهرزاد)
- زوزو حمدي الحكيم: (الملكة إمبهار يار)
- محمد توفيق: (السيد الحكيم)
- مديحة حمدي: (الملكة الطاهرة "محاربة الشر")
- رجاء حسين: (زوهرا - والدة الأمير نور)
- عايدة كامل
- جمال إسماعيل: (برهان)
- عبد الرحمن أبو زهرة: (الملك ساجور والد عروس البحور - ملك البحار)
- فايزة كمال: (دلال - أميرة الجزيرة)
- أحمد خميس
- ناهد رشدي: (سانهور - ابنة عم عروس البحر)
- سيد عبد الكريم: (مسرور)
- وحيد عزت
- نادية رفيق: (جدة عروس البحور)
- محمود العراقي: (نعمان)
- فاروق فلوكس
- ليلى جمال: (صابرين)
- عهدي صادق
- عبد الوهاب خليل
- مصطفى الكواوي
- فاروق رمضان
- محمد الشرقاوي
- جلال رجب
- ناهد إسماعيل: (مرجانة)
- محمد إمام: (شوبار)
- عبد الرحيم الزرقاني: (شهريار - صوت)

### ضيوف شرف الفوازير
- سهير البابلي: (المسؤولة عن تقديم الفوازير)
- محمد الحلو
- عمرو دياب
- مدحت صالح
- عمر فتحي
- أحمد الكحلاوي
- أحمد إبراهيم

## فريق العمل
- إخراج: فهمي عبد الحميد
- إخراج الرسوم المتحركة: شويكار خليفة
- تأليف المسلسل: طاهر أبو فاشا
- تأليف الفوازير: عبد السلام أمين
- إنتاج: التلفزيون المصري
- غناء المقدمة والنهاية: شريهان
- لحن المقدمة والنهاية: محمد الموجي
- مديرو التصوير: سمير الصبان، سامية صبحي، محمود القاضي، مجدي نوار
- مصمم الاستعراضات: حسن عفيفي
- مونتاج سينمائي: جمال عبد الحميد
- إعداد موسيقي: معالي الحفناوي

## وصلات خارجية
- صفحة المسلسل في قاعدة بيانات الأفلام العربية